# Sekai-ichi Hatsukoi
Sekai-ichi Hatsukoi (世界一初恋?), letteralmente Il miglior primo amore del mondo, è un manga di genere shōnen'ai yaoi scritto e disegnato da Shungiku Nakamura. Sekai-ichi hatsukoi segue in parallelo le vicende di Junjō romantica, un'altra serie manga della stessa autrice, infatti nel corso della storia, i personaggi vengono spesso a contatto con quelli di Junjō romantica.
Nel 2011, Sekai-ichi hatsukoi è diventato un anime di 13 episodi che includono un OAV e l'episodio 0. Successivamente, sono stati prodotti altri 13 episodi compreso un altro OAV. Nella seconda stagione è presente un episodio, il 6, dedicato alla Junjō Mistake formata da Ryūichirō Isaka e Kaoru Asahina. L'anime è stato prodotto dallo Studio Deen sotto la direzione di Chiaki Kon. In seguito, sono stati prodotti e distribuiti anche dei CD drama.
Nel 2014 è stato distribuito il film Sekai-ichi Hatsukoi: Il caso di Yokozawa Takafumi e un OAV special di San Valentino Sekai-ichi Hatsukoi: Valentine-hen.
In Italia il manga è edito da Goen, l'etichetta di RW Edizioni, a partire dal 3 giugno 2017, mentre la serie anime è rimasta inedita.

## Trama

### Il caso di Ritsu Onodera
Ritsu ha lavorato per molto tempo nella compagnia del padre come editore. Si è sempre trovato perfettamente a proprio agio nel campo della letteratura, provando grande soddisfazione quando vedeva i libri degli autori da lui curati, pubblicati e venduti. Ma dopo pesanti e frequenti pregiudizi verso di lui, accusato continuamente dai colleghi d'essere nient'altro che un raccomandato, decide di cambiare compagnia e si trasferisce alla Marukawa.
Convinto di rimanere nel campo in cui ha sempre lavorato, è invece indirizzato al reparto di shōjo manga, i fumetti rivolti ad un pubblico femminile adolescente, dove sarà costretto da quel momento in poi a lavorare. Il suo caporeparto, Masamune Takano, è un tipo severo e rigoroso ma che attira anche immediatamente l'attenzione del ragazzo, il quale scoprirà poco dopo di avere in realtà di fronte a se il suo primo e grande amore risalente ai tempi del liceo, Saga-senpai, che ha cambiato cognome in seguito al divorzio dei genitori, assumendo da allora in poi quello della madre.

### Il caso di Chiaki Yoshino
Chiaki è un autore di shōjo manga e utilizza lo pseudonimo di Chiharu Yoshikawa per nascondere ai lettori di essere in realtà un ragazzo. Il suo editore è Yoshiyuki Hatori, un suo amico d'infanzia, che è sempre stato segretamente innamorato di lui. Chiaki ha sempre visto l'uomo solo come il suo più caro amico, ma quando, fraintendendo una situazione, comincia a credere che egli provi dei sentimenti per un altro suo buon amico, Yu Yanase, va in confusione. Inizia a sentirsi geloso di lui e a domandarsi se, forse, i suoi sentimenti verso l'editore non siano diventati qualcosa di più di una semplice amicizia.

### Il caso di Shōta Kisa
Shōta è un editore di shōjo manga alla compagnia Marukawa. Dopo essere entrato in uno dei negozi in cui i manga per cui ha lavorato vendono di più, conosce il commesso Kō Yukina e si innamora a prima vista del suo bellissimo viso. Yukina è però un tipo molto popolare tra le ragazze e non sembra interessato agli uomini. Shota, abituato alle avventure di una notte, non riesce però a dimenticare il viso del ragazzo e continua a tornare al negozio per guardarlo da lontano, convinto che tra loro non accadrà mai nulla. Ma un giorno un suo superiore finisce per presentarli e Yukina si dimostra molto amichevole nei suoi confronti portando i due ad avvicinarsi.

## Personaggi

Tori e Chiaki

Ritsu Onodera (小野寺 律?, Onodera Ritsu)
Doppiatore: Takashi Kondo
25 anni, è un editore di shōjo manga alla compagnia Marukawa. In precedenza, lavorava come editore nel campo della letteratura nella compagnia del padre, ma dato che ciò lo aveva reso vittima dei colleghi che lo accusavano di essere stato assunto solo per la sua parentela e non per le sue capacità, chiede il trasferimento alla Marukawa. Convinto di poter continuare a dedicarsi alla letteratura, si vede invece inserito nel reparto dei shojo manga. Inizialmente non si trova a suo agio in un ambito a lui finora sconosciuto, ma con il tempo imparerà a destreggiarsi in questo mondo e ad amare il suo nuovo lavoro. Ragazzo volenteroso e di buon cuore ma anche irascibile e abbastanza permaloso. Nel suo nuovo lavoro incontrerà Masamune Takano, il suo nuovo capo con il quale si scontra quasi subito. Scoprirà presto che egli altri non è che Masamune Saga, il quale cambiò cognome dopo il divorzio dei genitori, ovvero il senpai del quale era follemente innamorato al liceo. A 15 anni, infatti, Ritsu si innamorò del ragazzo più grande, passando il suo tempo ad ammirarlo da lontano e a leggere i libri che il ragazzo prendeva in biblioteca. Il giovane era al settimo cielo quando Masamune gli rivolse la parola, portando i due ad avvicinarsi, e ancora di più quando, un pomeriggio in cui tornarono a casa insieme, i due fecero l'amore. Ritsu pensò di aver finalmente fatto breccia nel cuore del senpai, ma quando gli chiese se stavano insieme, il maggiore rise portandolo a pensare di essere stato solo usato. Sconvolto dalla cosa, Ritsu cambiò scuola il giorno seguente, e non fece più sapere nulla di sè a Masamune. Profondamente segnato da come sia finito il suo primo amore, Ritsu è diventato un adulto che ripudia questo sentimento, giurando a sè stesso di non innamorarsi mai più. Tuttavia, il suo reincontro con Takano risveglia in lui sentimenti che aveva ormai dimenticato. In realtà Ritsu non è mai riuscito a dimenticare il maggiore, ma continua a negarlo e ad autoconvincersi di non provare più nulla per lui (ripetendosi la frase "questo non è amore").
Masamune Takano (高野 政宗?, Takano Masamune) / Saga (嵯峨?)
Doppiatore: Katsuyuki Konishi
27 anni, è il direttore del reparto shojo manga della Marukawa. In passato il suo cognome era Saga, ma dopo le superiori i suoi genitori divorziarono e lui prese il cognome della madre. Uomo affascinante, riservato e molto efficiente nel lavoro. Quando era alle superiori si rese conto della palese cotta di Ritsu nei suoi confronti, e rimase incuriosito dal ragazzo, per questo motivo decise di avvicinarlo. Dopo aver passato un po' di tempo con lui, la sincerità e l'ingenuità del ragazzo lo conquistarono, facendolo innamorare a sua volta.  Quando però il più piccolo, dopo un amplesso, gli chiese se stavano insieme, Masamune rise per l'imbarazzo. Questo gesto venne però interpretato da Ritsu come una presa in giro e, sconvolto, il ragazzo scomparve dalla sua vita, senza che Masamune sapesse quale fosse il vero motivo. Nonostante gli anni, Takano non riuscì mai a dimenticare il suo primo amore, pur riscuotendo sempre molto successo tra le ragazze, ma non riuscì mai a trovarlo in quanto, a causa di un malinteso, era convinto che il suo cognome fosse Oda. Quando si ritrovano a lavorare insieme, in un primo momento Takano non lo riconosce, ma dopo averlo sentito raccontare un aneddoto del suo passato, capisce che si tratta di lui. Dopo aver rivelato al ragazzo la sua identità e aver scoperto l'equivoco che li ha separati, Takano gli dichiara di essere ancora innamorato di lui, e gli giura di farsi nuovamente ricambiare. Nonostante Ritsu cerchi di tenerlo alla larga e continui a ripetergli di averlo dimenticato, Takano non si arrende e continua a ribadire i suoi sentimenti. In un primo momento l'uomo vede Ritsu ancora come il quindicenne che era stato il suo primo amore, ma imparerà presto a comprendere che in dieci anni il ragazzo è cambiato molto, tuttavia si innamorerà anche della nuova versione di lui ribadendo a sua volta che vuole essere amato anche dal ragazzo come l'attuale Takano Masamune e non come il senpai Saga di un tempo, essendo anche lui cambiato in molti aspetti.
Chiaki Yoshino (吉野 千秋?, Yoshino Chiaki)
Doppiatore: Shinnosuke Tachibana
30 anni, è l'autore di shōjo manga più famoso e popolare della Marukawa, il quale usa lo pseudonimo "Chiharu Yoshikawa" (吉川 千春?, Yoshikawa Chiharu) per nascondere ai suoi lettori di essere in realtà un uomo. Chiaki ha una personalità estremamente pigra, a tratti infantile, ed è completamente negato in ogni faccenda domestica, ma è anche una persona estremamente buona e solare, con cui è facile andare d'accordo. Il suo editore è Yoshiyuki Hatori (da lui chiamato affettuosamente Tori) suo migliore amico sin dall'infanzia. I due hanno sempre avuto un rapporto molto stretto e Hatori si prende spesso cura del ragazzo aiutandolo anche nelle faccende e preparandogli i pasti. Quando, per un equivoco, si convince che Tori sia innamorato di un altro suo caro amico, Yu Yanase, Chiaki inizia ad esserne geloso e a interrogarsi sui suoi reali sentimenti per l'amico. Dopo aver capito di esserne innamorato, il ragazzo si dispera ma per non perderlo, decide di incoraggiarlo nella sua relazione con Yu. Tuttavia, quando lo dice all'amico, Tori ne rimane scioccato e risponde di non provare assolutamente nulla per Yu, in quanto l'unico di cui è innamorato da sempre è proprio lui. Chiaki si dichiara a sua volta, ma in un primo momento Tori è convinto che l'amico sia mosso solo dalla pietà e dalla paura di perderlo, per questo lo rifiuta, ma Chiaki non si arrende e riuscirà a far capire all'uomo che i suoi sentimenti verso di lui sono sinceri, portando i due a diventare finalmente una coppia.
Yoshiyuki Hatori (羽鳥 芳雪?, Hatori Yoshiyuki)
Doppiatore: Yūichi Nakamura
30 anni, è l'editore di Chiaki e anche suo migliore amico fin dall'infanzia. In realtà Hatori è da sempre segretamente innamorato di lui, ma consapevole di essere considerato solo un amico, non si è mai dichiarato per poter continuare a stare al suo fianco. Uomo serio e dedito al lavoro, in ufficio è conosciuto per essere un uomo dal carattere schivo e riservato e praticamente incapace di sorridere. Nasconde anche un lato più premuroso, riservato soprattutto a Chiaki. Si prende infatti molta cura di lui, occupandosi delle sue faccende domestiche e cucinandogli quasi tutti i pasti, conoscendo la sua pigrizia e la sua totale incapacità in questi ambiti. Tuttavia non esita ad essere severo con lui e a mettergli pressione, soprattutto quando non rispetta le scadenze. Il suo grande rivale è Yu Yanase, l'altro migliore amico di Chiaki, anch'egli innamorato del ragazzo. I due entrambi consapevoli dei sentimenti dell'altro, si sono sempre detestati, nascondendolo però a Chiaki, e hanno sempre rivaleggiato per le attenzioni di quest'ultimo. Quando Hatori scopre che Chiaki crede loro due una coppia, nega con convinzione, rivelando all'amico che la persona che ha sempre amato in realtà è lui. Alla dichiarazione del ragazzo, che rivela di ricambiare, Hatori però reagisce male, rifiutandolo in quanto convinto che il ragazzo sia mosso unicamente dalla pietà e dalla paura di perderlo. Chiaki riuscirà però a fargli cambiare idea e a convincerlo della sincerità dei suoi sentimenti. I due diventano quindi una coppia, con grande gioia di Hatori che vede il suo amore non corrisposto durato 28 anni avere finalmente un lieto fine.
Shōta Kisa (木佐 翔太?, Kisa Shōta)
Doppiatore:Nobuhiko Okamoto
30 anni, un editore di shōjo manga alla compagnia Marukawa. In ufficio è sempre solare e amichevole, soprattutto con Ritsu, ma nel privato nasconde un lato più irascibile e superficiale. Intrattiene diverse relazioni di poco conto con altri uomini, basate unicamente sul sesso, ed ha un debole per i visi attraenti. Per questo quando in una libreria incontra il bellissimo Yukina Ko, non può fare a meno di innamorarsi a prima vista di lui. Da quel giorno si reca appena può in quella libreria per ammirare il viso del ragazzo, senza però farsi mai avanti, in quanto ha notato quanto il ragazzo sia popolare tra le ragazze. Quando però un superiore li fa conoscere, i due iniziano ad entrare in intimità, ma Shota continua a cercare di non farsi aspettative, fino a quando Yukina non lo bacia in un bar. Dopo un iniziale imbarazzo e confusione, Shota scoprirà che anche il ragazzo ha sviluppato dei sentimenti nei suoi confronti. L'uomo, abituato a non fare sul serio con nessuno, si rende conto che per la prima volta vorrebbe qualcosa di duraturo e non una semplice avventura, e i due diventeranno, con non poche difficoltà una coppia. La loro relazione non sarà facile, ostacolata infatti dai numerosi impegni di entrambi (lavorativi di uno e scolastici dell'altro) e dalla totale inesperienza e imbarazzo di Shota che non aveva mai avuto storie serie prima, ma ogni difficoltà porterà al rafforzamento dei loro sentimenti e del loro legame.
Kō Yukina (雪名 皇?, Yukina Kō)
Doppiatore: Tomoaki Maeno
21 anni, frequenta una scuola d'arte. Lavora alla libreria Marimo, ed è molto popolare tra i clienti grazie al suo bell' aspetto. È un ragazzo gentile e sorridente dalla personalità vivace ed estremamente ottimista. Capisce fin dall'inizio che Shota ha una cotta per lui e viene al negozio per vederlo, ma abituato ad essere corteggiato da diverse persone non ci fa troppo caso, scambiandolo per un ragazzo più giovane a causa dei suoi lineamenti infantili. Quando un superiore del ragazzo li fa conoscere e Yukina scopre la sua vera età e il suo lavoro ne rimane sconvolto. Ma lo stupore diventa ammirazione quando scopre che i manga di cui l'uomo si è occupato sono tra i suoi preferiti. I due stringono pian piano amicizia, e lo stesso Yukina inizia a sviluppare sentimenti per lui e, sapendo di essere ricambiato, lo bacerà in un bar. Ciò confonderà molto Shota, che fino a quel momento aveva pensato solo al suo viso, ma Yukina ormai ha già fatto breccia nel suo cuore e i due decideranno di mettersi insieme. Nonostante la loro relazione sarà molto difficile, a causa soprattutto degli impegni lavorativi e scolastici dei due che gli permettono di vedersi poco, le difficoltà renderanno solo i loro sentimenti più forti e la loro relazione più seria.
Takafumi Yokozawa (横澤 隆史?, Yokozawa Takafumi)
Doppiatore: Ken'yū Horiuchi
Un caro amico di Takano dai tempi dell'università, lavora nel reparto vendite della Marukawa, dove è conosciuto per la sua severità e intransigenza nel lavoro. È da sempre innamorato di Takano e gli è stato vicino nel periodo in cui il ragazzo era devastato dalla scomparsa di Ritsu e dalla scoperta, tramite un suo ex compagno, che il ragazzo avesse una fidanzata quando ci provava con lui (cosa che si rivelerà non esatta del tutto, in quanto Ritsu aveva sì una fidanzata, ma per volere dei genitori che l'avevano promesso sposo alla figlia di alcuni loro cari amici. Tuttavia Ritsu era contrario alla cosa e rifiuterà il matrimonio, rimanendo comunque amico della ragazza). Una sera, entrambi ubriachi, i due finirono a letto insieme ma oltre a quello non successe mai altro. Takano è a conoscenza dei sentimenti dell'amico nei suoi confronti, ma ha sempre messo in chiaro di non poterli ricambiare, nonostante ciò Yokozawa non riesce ad abbandonare le speranze. Quando Ritsu arriva alla Marukawa e Yokozawa scopre la sua identità, comincerà a disprezzarlo e gli intimerà più volte di stare lontano da Takano, ricordandosi come si era ridotto a causa sua. Dovrà presto rendersi conto però, che l'amico è ancora innamorato del suo primo amore e che lui non avrà mai possibilità. Col cuore a pezzi e ubriaco in un bar, incontrerà Kirishima, editore di una rivista della Marukawa, il quale da quel momento entrerà a forza nella vita di Yokozawa trascinandolo spesso a bere con lui e a mangiare insieme. In un primo momento infastidito da lui, con il tempo Yokozawa si abituerà alla sua costante presenza e, senza rendersene conto, grazie a lui penserà sempre meno a Takano fino a comprendere di aver ormai spostato i suoi sentimenti su Kirishima, mettendo finalmente la parola fine al suo lungo amore non corrisposto, continuando comunque a tenere molto a Takano, e iniziando una storia con Kirishima.
Yū Yanase (柳瀬 優?, Yanase Yū)
Doppiatore: Hiroshi Kamiya
Amico ed assistente di Chiaki. I due si sono conosciuti alle scuole superiori e sono diventati ottimi amici, anche se in realtà Yu si è innamorato a prima vista del ragazzo, attratto dal suo sorriso sincero e dalla sua gentilezza. Per questo motivo rivaleggia con Hatori per le attenzioni del ragazzo, nonostante Chiaki pensi che i due siano buoni amici. Quando scopre della relazione tra i due, fa un ultimo disperato tentativo baciando Chiaki e dichiarandosi, chiedendogli di scegliere lui e non Hatori. Chiaki ne rimane in un primo momento sconvolto (anche perché convinto che al ragazzo piacesse Hatori) ma riuscirà poi a rifiutarlo, dicendogli che l'unico di cui riesce ade essere innamorato è Hatori, tuttavia, tenendo comunque molto a Yu, gli chiede di poter continuare ad essere amici, richiesta alla quale Yu acconsente per non perderlo, non riuscendo comunque a dimenticare i suoi sentimenti per lui.

Kanade Mino (美濃 奏?, Mino Kanade)
Doppiatore: Hikaru Midorikawa
Uno degli editori nel reparto di shōjo manga alla Marukawa. Una delle sue caratteristiche principali è che sorride in ogni situazione.
An Kohinata (小日向 杏?, Kohinata An)
Doppiatrice: Yukari Tamura
La fidanzata ufficiale di Ritsu per scelta dei loro genitori. Il ragazzo si è sempre opposto alla cosa, vuole infatti molto bene ad An che conosce fin dall'infanzia, ma la considera come una sorella e nulla più. Convinto che per la ragazza sia lo stesso, dovrà ricredersi quando quest'ultima gli chiederà se nonostante ora non stiano insieme, il loro accordo di matrimonio sia sempre valido e rivelandogli di essere sinceramente innamorata d lui. Ritsu comprendendo la sua sincerità decide di essere onesto a sua volta e le dice una volta per tutte di non poterla sposare in quanto non la vede sotto una luce romantica. An capisce che questo è dovuto al fatto che il ragazzo sia, a distanza di anni, ancora incapace di dimenticare il suo primo amore di cui ella era a conoscenza ma che ignora però essere un uomo e soprattutto Takano.
Ryūichirō Isaka (井坂 龍一郎?, Isaka Ryūichirō)
Doppiatore: Toshiyuki Morikawa
Il direttore della Marukawa. In Sekai-ichi hatsukoi è un personaggio più marginale rispetto a Junjō romantica dove appariva più spesso. In quest'anime è protagonista dell'episodio 6 della seconda serie, dove si racconta della sua infanzia e di come sia nata la sua storia col suo segretario Asahina. Quand'era bambino, suo padre salvò Asahina e la sua famiglia, assumendoli alle sue dipendenze dopo la bancarotta ed è così che i due si sono conosciuti. Isaka si innamorò presto di quello che è stato prima il suo compagno di giochi e poi il suo segretario, ma a causa dell'adorazione di quest'ultimo verso suo padre, si convinse che il ragazzo fosse innamorato di lui. Dopo non poche difficoltà, Isaka rinfaccerà la cosa al ragazzo, il quale però rivela di essere molto grato all'uomo per aver salvato la sua famiglia, ma che la persona di cui è innamorato era in realtà l'amico e i due inizieranno così la loro storia.
Kaoru Asahina (朝比奈 薫?, Asahina Kaoru)
Doppiatore: Ryōtarō Okiayu
Segretario personale di Isaka. Da bambino la sua famiglia finì in bancarotta e, per la disperazione, suo padre tentò un suicidio di famiglia schiantandosi con l'auto, non riuscendo però nel suo intento, infatti sopravvissero tutti. Dopo questo avvenimento vennero assunti dal padre di Ryuichiro, per il quale Asahina prova una grande ammirazione e rispetto. Ciò porta Isaka a pensare che il ragazzo si innamorato di lui, ma Asahina smentirà questa cosa rivelando che è lui la persona di cui in realtà è innamorato. Fu infatti il padre del ragazzo a salvare la sua famiglia, ma fu quest'ultimo a fargli tornare il sorriso e a restargli vicino. Dopo aver scoperto di essere entrambi innamorati dell'altro fin da bambini, i due diventeranno una coppia.
Zen Kirishima (桐嶋 禅?, Kirishima Zen)
Editore capo di una rivista della Marukawa, era già apparso in Junjō romantica, dove però aveva un ruolo estremamente secondario. Dopo aver incontrato Yokozawa ubriaco e con il cuore spezzato ed essersi preso cura di lui, si sente incapace di lasciarlo perdere ed entra prepotentemente nella sua vita. Comincia a trascinarlo a bere ogni sera e a mangiare sempre con lui, fino a portarlo a cena a casa sua dove gli farà fare la conoscenza di sua figlia Hiyori, che cresce da solo dopo la morte della madre della bambina avvenuta quando lei era molto piccola per via di una malattia. Kirishima e Yokozawa arriveranno a passare la maggior parte del loro tempo insieme e a stringere un forte legame che si trasformerà presto in amore. Inizialmente Yokozawa, ancora incapace di dimenticare Takano, non si rende conto di come siano cambiati i suoi sentimenti, ma pian piano inizierà a pensare all'amico sempre meno, fino a che non accetterà di essere ormai innamorato di Kirishina che lo ricambia e i due si metteranno insieme.
Hiyori Kirishima (桐嶋 日和?, Kirishima Hiyori)
Figlia di Zen, ha 10 anni. Si affeziona parecchio a Yokozawa e si rivolge a lui chiamandolo "fratellone". Bambina solare e sorridente, si prende cura del padre ed è principalmente lei ad occuparsi della cucina.

## Media

### Manga
Scritto e disegnato da Shungiku Nakamura, il primo volume di Sekai-ichi hatsukoi è stato pubblicato il 1º luglio del 2008.
La serie in Italia è edita da Goen a partire dal 3 giugno 2017. La traduzione dei testi è stata curata da Giovanni Palomba (volume 1), Ilenia Cerillo (volume 1), Valentina Vignola (volumi 2-3) e Teresa Gallicchio (volume 5).

#### Volumi
| 1  | 1º luglio 2008 | ISBN 978-4-04-854190-9                                                      | 3 giugno 2017     | ISBN 978-88-6712-440-4 |
| 1  | Capitoli - Il caso di Ritsu Onodera No. 1 - Il caso di Ritsu Onodera No. 2 - Il caso di Ritsu Onodera No. 2.5 |                                                                             |                   |                        |
| 2  | 1º agosto 2009 | ISBN 978-4-04-854351-4                                                      | 27 aprile 2019    | ISBN 978-88-6712-536-4 |
| 2  | Capitoli - Il caso di Ritsu Onodera No. 3 - Il caso di Ritsu Onodera No. 4 - Il caso di Ritsu Onodera No. 4.5 |                                                                             |                   |                        |
| 3  | 1º ottobre 2009 | ISBN 978-4-04-854371-2                                                      | 21 dicembre 2019  | ISBN 978-88-6712-886-0 |
| 3  | Capitoli - Il caso di Ritsu Onodera No. 5 - Il caso di Shōta Kisa No. 1 - Il caso di Shōta Kisa No. 2 |                                                                             |                   |                        |
| 4  | 1º luglio 2010 | ISBN 978-4-04-854487-0                                                      | 5 dicembre 2020   | ISBN 978-88-6712-910-2 |
| 4  | Capitoli - Il caso di Ritsu Onodera No. 6 - Il caso di Ritsu Onodera No. 7 - Il caso di Ritsu Onodera No. 7.5 - Il caso di Shōta Kisa No. 3 |                                                                             |                   |                        |
| 5  | 1º aprile 2011 | ISBN 978-4-04-854618-8 (ed. regolare) ISBN 978-4-04-900805-0 (ed. limitata) | 30 settembre 2022 | ISBN 978-88-9284-593-0 |
| 5  | Capitoli - Il caso di Ritsu Onodera No. 8 - Il caso di Ritsu Onodera No. 9 - Il caso di Shōta Kisa No. 4 - Il caso di Shōta Kisa No. 4.5 |                                                                             |                   |                        |
| 6  | 27 settembre 2011 | ISBN 978-4-04-854695-9 (ed. regolare) ISBN 978-4-04-854650-8 (ed. limitata) | 14 luglio 2023    | ISBN 978-88-9284-823-8 |
| 6  | Capitoli - Il caso di Ritsu Onodera No. 10 - Il caso di Masamune Takano No. 1 - Il caso di Ritsu Onodera No. 11 - Il caso di Masamune Takano No. 1.5 |                                                                             |                   |                        |
| 7  | 30 luglio 2012 | ISBN 978-4-04-120308-8 (ed. regolare) ISBN 978-4-04-120309-5 (ed. limitata) | —                 | ISBN 978-88-9284-917-4 |
| 7  | Capitoli - Il caso di Ritsu Onodera no. 12 - Il caso di Kou Yukina no. 1 - Il caso di Kou Yukina no. 2 - Il caso di Ritsu Onodera no. 13 - Il caso di Ritsu Onodera no. 13.5 - Il caso di Yoshiyuki Hatori no. 5 - Il caso di Takafumi Yokozawa no. 1 - Il caso di Masamune Takano no. 2 |                                                                             |                   |                        |
| 8  | 31 luglio 2013 | ISBN 978-4-04-120814-4                                                      | —                 | ISBN 978-88-9284-929-7 |
| 8  | Capitoli - Il caso di Takafumi Yokozawa no. 2 - Il caso di Shouta Kisa no. 5 - Il caso di Ritsu Onodera no. 15 - Il caso di Takfumi Yokozawa no. 3 - Il caso di Shouta Kisa no. 5.5 - Il caso di Ritsu Onodera no. 16                                                                    |                                                                             |                   |                        |
| 9  | 29 agosto 2014 | ISBN 978-4-04-121135-9 (ed. regolare) ISBN 978-4-04-121136-6 (ed. limitata) | —                 | —                      |
| 9  | Capitoli - Il caso di Ritsu Onodera no. 15 - Il caso di Ritsu Onodera no. 16 - Il caso di Kou Yukina no. 2 |                                                                             |                   |                        |
| 10 | 28 agosto 2015 | ISBN 978-4-04-103318-0                                                      | —                 | —                      |
| 11 | 1º luglio 2016 | ISBN 978-4-04-104154-3                                                      | —                 | —                      |
| 12 | 1º luglio 2017 | ISBN 978-4-04-105784-1 (ed. regolare) ISBN 978-4-04-105785-8 (ed. limitata) | —                 | —                      |
| 13 | 1º maggio 2018 | ISBN 978-4-04-106503-7 (ed. regolare) ISBN 978-4-04-106503-7 (ed. limitata) | —                 | —                      |
| 14 | 1º maggio 2019 | ISBN 978-4-04-108141-9                                                      | —                 | —                      |
| 15 | 1º maggio 2020 | ISBN 978-4-04-109478-5 (ed. regolare) ISBN 978-4-04-109477-8 (ed. limitata) | —                 | —                      |
| 16 | 1º maggio 2021 | ISBN 978-4-04-111266-3                                                      | —                 | —                      |
| 17 | 30 aprile 2022 | ISBN 978-4-04-112086-6                                                      | —                 | —                      |
| 18 | 1º maggio 2023 | ISBN 978-4-04-113194-7                                                      | —                 | —                      |
| 19 | 1º maggio 2024 | ISBN 978-4-04-114391-9 (ed. regolare) ISBN 978-4-04-114837-2 (ed. limitata) | —                 | —                      |
| 20 | 1º maggio 2025 | ISBN 978-4-04-115844-9 (ed. regolare) ISBN 978-4-04-115843-2 (ed. limitata) | —                 | —                      |

### Anime
Le due serie sono costituite da 12 episodi ciascuna più due OAV introduttivi; le varie coppie sono di volta in volta protagoniste lungo il corso della vicenda.
La prima stagione presenta come sigle rispettivamente i brani Sekai de ichiban koishiteru (世界で一番恋してる?) di Shūhei Kita (apertura) e Ashita, boku wa kimi ni ai ni iku. (明日、僕は君に会いに行く。?) di Wakaba (chiusura) mentre la seconda Sekai no hate ni kimi ga itemo (世界の果てに君がいても?) di Shūhei Kita (apertura) e Aikotoba (アイコトバ?) di Sakura Merry-men (chiusura).

## Crossover
L'autrice Shungiku Nakamura ha scritto e disegnato anche Junjō romantica e, nel corso della storia, ci sono alcuni intrecci tra elementi delle due trame.
- In molti degli episodi di Sekai-ichi hatsukoi, appaiono poster di Junjō romantica.
- Uno dei vecchi scrittori di cui si è occupato Ritsu, è Usagi-san di Junjō romantica.
- Oltre ad Isaka, anche Asahina appare per la prima volta in una scena di Junjō romantica.
- Nell'episodio 2x01, insieme a Ritsu, nel treno appare Misaki Takahashi, uno dei protagonisti di Junjō romantica.
- Nell'episodio 2x06 si vede Isaka che convince Akihiko di Junjō romantica a pubblicare il suo primo romanzo alla Marukawa Edizioni.